# Team Trees
Team Trees, còn được viết là #TeamTrees hay TeamTrees, là một thử thách gây quỹ phối hợp với mục tiêu trồng được 20 triệu cây trước năm 2020. Ý tưởng này được bắt đầu bởi hai YouTuber MrBeast và Mark Rober, và được chủ yếu ủng hộ trên trang mạng này. Tất cả số tiền quyên góp sẽ được chuyển tới Arbor Day Foundation, một tổ chức trồng cây cam kết sẽ trồng một cây cho mỗi một đôla Mỹ được đóng góp. Arbour Day Foundation dự kiến sẽ bắt đầu công việc trồng cây vào tháng 1 năm 2020 và sẽ kết thúc"không quá tháng 12 năm 2022". Ước tính 20 triệu cây khi được trồng sẽ chiếm diện tích khoảng 180 kilômét vuông (69 dặm vuông Anh), hấp thụ khoảng 1,6 triệu tấn cacbon dioxide và loại bỏ 116 nghìn tấn hóa chất gây ô nhiễm không khí khỏi bầu khí quyển.
Tính đến ngày 17 tháng 11 năm 2024, số tiền được quyên góp đã lên tới 24,807,421 USD, vượt qua mục tiêu ban đầu của nhà từ thiện là trồng 20 triệu cây xanh.

## Bối cảnh
Chiến dịch được bắt đầu trên YouTube, Reddit, và Twitter vào tháng 10 năm 2019 khi những người hâm mộ của MrBeast (tên thật là Jimmy Donaldson) đưa ra ý tưởng anh nên trồng 20 triệu cây để chào mừng cột mốc 20 triệu lượt đăng ký trên YouTube. Cựu kỹ sư NASA và YouTuber Mark Rober đã trực tiếp hợp tác cùng Donaldson để khởi động chiến dịch này. Vào ngày 25 tháng 10 năm 2019, Donaldson tải lên YouTube một video giải thích kế hoạch của mình; video nhanh chóng chiếm vị trí số một trên trang thịnh hành của YouTube, và nhiều YouTuber khác cũng đã tham gia phong trào này.
Nhiều YouTuber nổi bật như PewDiePie, Rhett & Link, Marshmello, iJustine, Marques Brownlee, The Slow Mo Guys, Ninja, Simone Giertz, Jacksepticeye, Smarter Every Day, Simply Nailogical, The King of Random, The Try Guys, Alan Becker, Alan Walker, TheOdd1sOut, và Jeffree Star. Các doanh nhân như Elon Musk, Tobias Lütke, Marc Benioff, Susan Wojcicki, Jack Dorsey,, Jean-Michel Lemieux và Linus Tech Tips  cũng tham gia quyên góp và quảng bá cho chiến dịch. Một số công ty nổi bật như Verizon, Discovery Channel và Plants vs. Zombies cũng đã tham gia đóng góp. Đã có hơn 550.000 bài đăng về chiến dịch này trên khắp Twitter, Instagram và YouTube.
Số cây này sẽ được trồng"tại nhiều khu rừng ở cả các khu đất công cộng và tư nhân có nhu cầu lớn"bắt đầu từ tháng 1 năm 2020. Mục tiêu của tổ chức là phải hoàn thành việc trồng cây"không quá tháng 12 năm 2022".

## Đón nhận
Các hãng truyền thông như BBC, The Guardian, CNN, Insider, đã đăng tải những bài viết tích cực về chiến dịch này và ảnh hưởng của nó tới môi trường, trong đó BBC có nhắc tới bài viết của họ với tựa đề Biến đổi khí hậu: Trồng cây là 'giải pháp hiệu quả nhất'. Mặc dù vậy, một số trang tin tỏ ra hoài nghi về ảnh hưởng của chiến dịch này trong tương lai; The Verge đã đăng tải một bài viết cảnh báo về những sai lầm mà những dự án trồng cây quy mô lớn cần phải tránh để số cây được trồng có thể phát huy tác dụng tới hệ sinh thái và cả hành tinh.
Discovery Channel còn sản xuất một bộ phim tài liệu về chiến dịch này, mang tên #TeamTrees, được phát sóng vào ngày 3 tháng 12 năm 2019; cùng với đó là một khoản quyên góp 100.200 USD vào hôm sau đó.

## Các khoản quyên góp hàng đầu
| Xếp hạng | Số tiền (USD) | Chủ nhân            | Ngày                 | Bình luận                                                     | Chú thích                          |
| -------- | ------------- | ------------------- | -------------------- | ------------------------------------------------------------- | ---------------------------------- |
| 1        | 1.000.001     | Tobias Lütke        | 30 tháng 10 năm 2019 | "For the Lorax"                                               | [ 11 ] [ 22 ] [ 23 ]               |
| 2        | 1.000.000     | Elon Musk           | 29 tháng 10 năm 2019 | "For Treebeard"                                               | [ 11 ] [ 18 ] [ 20 ] [ 21 ] [ 33 ] |
| 3        | 900.000       | Marc Benioff        | 6 tháng 11 năm 2019  | "Inspired by Treelon"                                         | [ 11 ] [ 24 ]                      |
| 4        | 500.000       | Plants vs. Zombies  | 3 tháng 12 năm 2019  | "In the spirit of Feastivus"                                  | [ 34 ] [ 35 ]                      |
| 5        | 250.001       | Scott Chacon        | 18 tháng 12 năm 2019 |                                                               | [ 36 ]                             |
| 5        | 250.000       | Elf Development A/S | 30 tháng 10 năm 2019 | "Because we care!"                                            | [ 37 ]                             |
| 6        | 200.000       | Susan Wojcicki      | 30 tháng 10 năm 2019 |                                                               | [ 11 ] [ 25 ]                      |
| 7        | 200.000       | Jack Dorsey         | 31 tháng 10 năm 2019 |                                                               | [ 11 ] [ 26 ]                      |
| 8        | 150.000       | Jack Dorsey         | 29 tháng 10 năm 2019 |                                                               | [ 11 ] [ 18 ] [ 26 ] [ 38 ]        |
| 9        | 101.010       | Bitcasino.io        | 13 tháng 12 năm 2019 | "Let's keep the world fun, fast & fair"                       |                                    |
| 10       | 100.300       | Sneaker Trees       | 19 tháng 12 năm 2019 | "A foundation with sole"                                      |                                    |
| 11       | 100.200       | Discovery Channel   | 4 tháng 12 năm 2019  | "From Discovery Watch & Plant viewers!"                       | [ 32 ]                             |
| 12       | 100.100       | Jean-Michel Lemieux | 31 tháng 10 năm 2019 | "We are groot. For sneaker twitter."                          | [ 11 ] [ 27 ]                      |
| 13       | 100.002       | MrBeast             | 26 tháng 10 năm 2019 | "Someone PLEASE Take This Spot:)"                             | [ 11 ] [ 15 ] [ 16 ]               |
| 14       | 100.001       | Alan Walker         | 26 tháng 10 năm 2019 | "I want to plant one of the trees!"                           | [ 11 ] [ 15 ] [ 16 ]               |
| 15       | 100.000       | MrBeast             | 25 tháng 10 năm 2019 | "I dare you to take this space from me:)"                     | [ 11 ] [ 15 ]                      |
| 16       | 100.000       | Verizon Green Team  | 31 tháng 10 năm 2019 | "Tree-rific initiative! @VerizonGreen is happy to be a part!" | [ 11 ] [ 39 ]                      |
| 17       | 100.000       | RAK                 | 20 tháng 11 năm 2019 |                                                               |                                    |
| 18       | 69.420        | PewDiePie           | 31 tháng 10 năm 2019 |                                                               | [ 11 ] [ 12 ]                      |
| 19       | 63.235        | OneRecipeOneTree    | 15 tháng 11 năm 2019 | "From the Cookpad community"                                  | [ 40 ]                             |
| 20       | 50.179        | DROP.COM            | 12 tháng 12 năm 2019 | "Treecaps from Mech. Keyboards Community"                     | [ 41 ]                             |
| 21       | 50.001        | UKRAINE             | 29 tháng 10 năm 2019 | "You guys rock!"                                              |                                    |
| 22       | 50.001        | UAMTEC              | 1 tháng 11 năm 2019  | "In memory of fimbrethil."                                    |                                    |
| 23       | 50.000        | Mark Rober          | 25 tháng 10 năm 2019 | "So stoked to be part of this! #TeamTrees"                    | [ 11 ]                             |
| 24       | 50.000        | Jeffree Star        | 25 tháng 10 năm 2019 | "Let's all help change the world."                            | [ 11 ] [ 19 ]                      |